# Gustavo, Duque da Uplândia
Francisco Gustavo Óscar (Solna, 18 de junho de 1827 – Cristiania, 24 de setembro de 1852) foi o segundo filho do rei Óscar I da Suécia com sua esposa Josefina de Leuchtenberg, sendo também um conhecido compositor municical em sua época.
Nascido no Palácio de Haga, Gustavo era o segundo filho dos então príncipes herdeiros da Suécia. Estudou nas universidades de Uppsala e de Cristiania, demonstrando grande interesse pela história de seu país e pela arte. Em 1850, depois ter ingressado no exército, obteve o posto de tenente-coronel. Foi chanceler da Real Academia Sueca de Arte. Sua paixão artística, entretanto, passou do desenho ao campo da música. Suas composições mais populares na Suécia são: Studentsången (a canção do estudante), Vårsång (canção de primavera) e obras para quarteto com letra de Herman Sätherberg. Gustavo escreveu também marchas e outras obras para piano. 
Realizou várias viagens entre a Suécia e a Noruega. Em fevereiro de 1851, adquiriu de seu pai o Palácio de Stjernsund, perto de Askersund, onde passou várias temporadas. Em 1852, visitou a Noruega pela última vez. Ficou enfermo subitamente e morreu no Palácio Real de Oslo, em setembro daquele ano, aos vinte e cinco anos de idade.